# N-End Rule

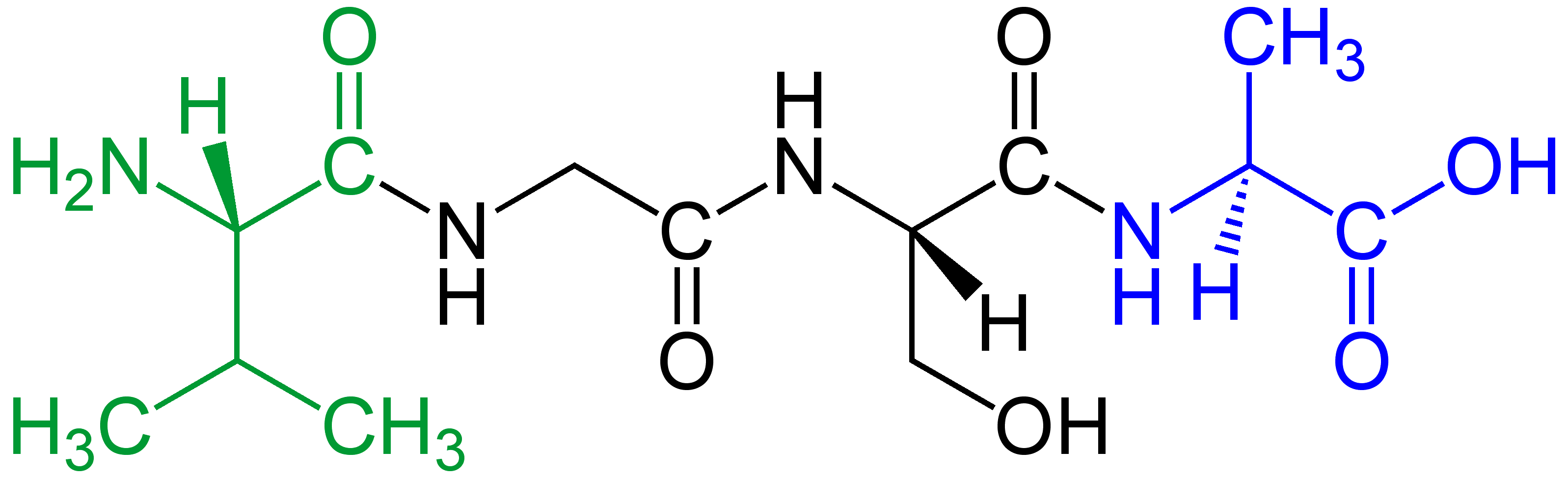
Ein Tetrapeptid (wie zum Beispiel Val-Gly-Ser-Ala) mit
grün markierter N-terminaler α-Aminosäure (im Beispiel: L-Valin) und blau markierter C-terminaler α-Aminosäure (im Beispiel: L-Alanin).

Die N-End Rule beschreibt den Einfluss der N-terminalen Aminosäure eines Proteins auf seine Abbaugeschwindigkeit. Dieser Zusammenhang wurde erstmals 1986 von einer Arbeitsgruppe um den russisch-amerikanischen Biochemiker Alexander Varshavsky am Massachusetts Institute of Technology beschrieben.

## Eigenschaften
Die N-terminale Aminosäure hat Einfluss auf den proteolytischen Abbau eines Proteins. Bei der Proteinbiosynthese entstehen alle Proteine von Eukaryoten oder Archaeen mit einem Methionin als erster Aminosäure bzw. mit einem Formylmethionin bei Bakterien. Proteine mit einer anderen N-terminalen Aminosäure als Methionin können im Anschluss entweder durch Proteolyse entstehen oder durch Entfernung des Methionins durch Methionin-Aminopeptidasen, sofern die darauf folgende Aminosäure Valin, Glycin, Prolin, Alanin, Serin, Threonin oder Cystein ist. Von diesen sieben Aminosäuren führt jedoch nur Cystein zu einem beschleunigten Abbau.
Es werden zwei Typen N-terminaler Aminosäuren erkannt und einer Proteolyse zugeführt. Diese beiden Typen werden als Degrons bezeichnet. Das Typ-1-Degron umfasst basische Aminosäuren (Arginin, Lysin und Histidin) und das Typ-2-Degron besteht aus aromatischen und aliphatischen Aminosäuren (Phenylalanin, Tyrosin, Tryptophan, Leucin und Isoleucin). In Bakterien erfolgt die Erkennung durch das Protein ClpS, welches ein Protein mit entsprechenden N-terminalen Aminosäuren dem Abbau durch ClpAP zuführt. In Eukaryoten werden diese beiden Degron-Typen durch vier Typen von Recogninen erkannt, die ein gebundenes Protein der E3-Ubiquitin-Protein-Ligase und somit einem Abbau im Ubiquitin-Proteasom-System zuführen.
Die einem Abbau vorangehende Arginylierung von N-terminalen Aspartat-, Glutamat- und Cysteinsulfonsäureresten eines Proteins erfolgt in Eukaryoten durch die Arginin-tRNA-Protein-Transferase Ate1. Die Cysteinsulfonsäure ist ein oxidiertes Cystein und entsteht z. B. aufgrund der Oxidation durch Stickstoffmonoxid oder Superoxid während der Immunreaktion. Asparaginsäure und Glutaminsäure können durch zwei verschiedene Amidohydrolasen zu Aspartat bzw. Glutamat desaminiert und anschließend mit Arginin versehen werden. Diese N-terminal arginylierten Proteine werden aufgrund des Typ-1-Degrons (Arginin) von den Recogninen erkannt und der Ubiquitinligase zugeführt.
Die Oxidation des Cysteins zur Cysteinsulfonsäure ist ein Sensor für zellulären Stress. Durch den auf die Arginylierung folgenden Abbau des oxidierten Proteins im Proteasom werden proapoptotische Proteine und Peptide mit oxidierten Cysteinen abgebaut, die bei übermäßiger Anhäufung den Zelltod einleiten.
Bei Proteinen von Pathogenen des Menschen konnte ein verstärkter Abbau durch die N-terminalen Aminosäuren gezeigt werden, z. B. bei der Integrase von HIV und beim Listeriolysin O von Listeria monocytogenes.

## Biologische HalbwertszeitenN-terminaler Aminosäuren
Abhängig von der Spezies und der Aminosäure in N-terminaler Position besitzen diese verschiedene Halbwertszeiten:

Beispiel für ein Typ-1-Degron mit
grün markierter N-terminaler α-Aminosäure L-Lysin und der blau markierten schematisch angedeuteten restlichen Proteinkette bis zur C-terminalen α-Aminosäure am Ende.

Beispiel für ein Typ-2-Degron mit
grün markierter N-terminaler α-Aminosäure L-Phenylalanin und der blau markierten schematisch angedeuteten restlichen Proteinkette bis zur C-terminalen α-Aminosäure am Ende.

| Spezies                             | Spezies                             | Spezies                             | Aminosäure | Halbwertszeit |
| Escherichia coli                    | Escherichia coli                    | Escherichia coli                    | - Arg, Lys, Phe, Leu, Trp, Tyr - alle anderen:                                                                     | - 2 min - > 10 h |
| Saccharomyces cerevisiae (Backhefe) | Saccharomyces cerevisiae (Backhefe) | Saccharomyces cerevisiae (Backhefe) | - Met, Gly, Ala, Ser, Thr, Val, Cys - Pro - Ile, Glu - Tyr, Gln - Leu, Phe, Trp, Asp, Asn, Lys, His - Arg          | - > 30 h - 5 h - 30 min - 10 min - 3 min - 2 min                                                                     |
| Säugetiere                          | Säugetiere                          | Säugetiere                          | - Val - Met, Gly - Pro, Ile - Thr - Leu - Ala - His - Trp, Tyr - Ser - Asn - Lys - Cys - Asp, Phe - Glu, Arg - Gln | - 100 h - 30 h - 20 h - 7,2 h - 5,5 h - 4,4 h - 3,5 h - 2,8 h - 1,9 h - 1,4 h - 1,3 h - 1,2 h - 1,1 h - 1 h - 48 min |